# Pola Negri
Pola Negri, pseudonimo di Barbara Apolonia Chałupiec (Lipno, 3 gennaio 1897 – San Antonio, 1º agosto 1987), è stata un'attrice, cantante e ballerina polacca che, trasferitasi negli Stati Uniti, diventò a Hollywood una stella di prima grandezza.

## Biografia

### I primi anni
Nel 1913 si trasferì a Varsavia per studiare arte drammatica e fece le sue prime apparizioni sul palcoscenico nel Balletto Imperiale. Nel 1914 debuttò nel film di produzione russo-tedesca Niewolnica zmyslów (in russo Raba strastei, raba poroka). È in quel periodo che scelse il nome d'arte con cui diverrà poi famosa, in omaggio alla scrittrice Ada Negri, di cui era ammiratrice. 

### I film tedeschi
Tre anni dopo, nel 1917, si trasferì in Germania su richiesta dell'impresario e regista teatrale Max Reinhardt. Il suo primo film tedesco fu il cortometraggio Sangue sfrenato, prodotto dalla Saturn-Film, una casa di produzione per cui girerà anche Die toten Augen, diretta da Kurt Matull. Continuò, comunque, a lavorare ancora in Polonia con Aleksander Hertz. In Germania, Ernst Lubitsch, il celebre regista berlinese, la volle come protagonista in diversi film: Gli occhi della mummia (1918), Sangue gitano (1918), Madame du Barry (1919), Sumurum (1920), Lo scoiattolo (1921). L'attrice venne diretta da Lubitsch anche in Die Flamme (1923), cupa storia di una mondana parigina, l'ultimo film che il regista girò a Berlino prima di imbarcarsi per gli Stati Uniti, dove venne chiamato da Mary Pickford. Il film, distribuito dalla Paramount Pictures, aprì la strada all'attrice polacca, facendola conoscere al grande pubblico americano.

### Hollywood

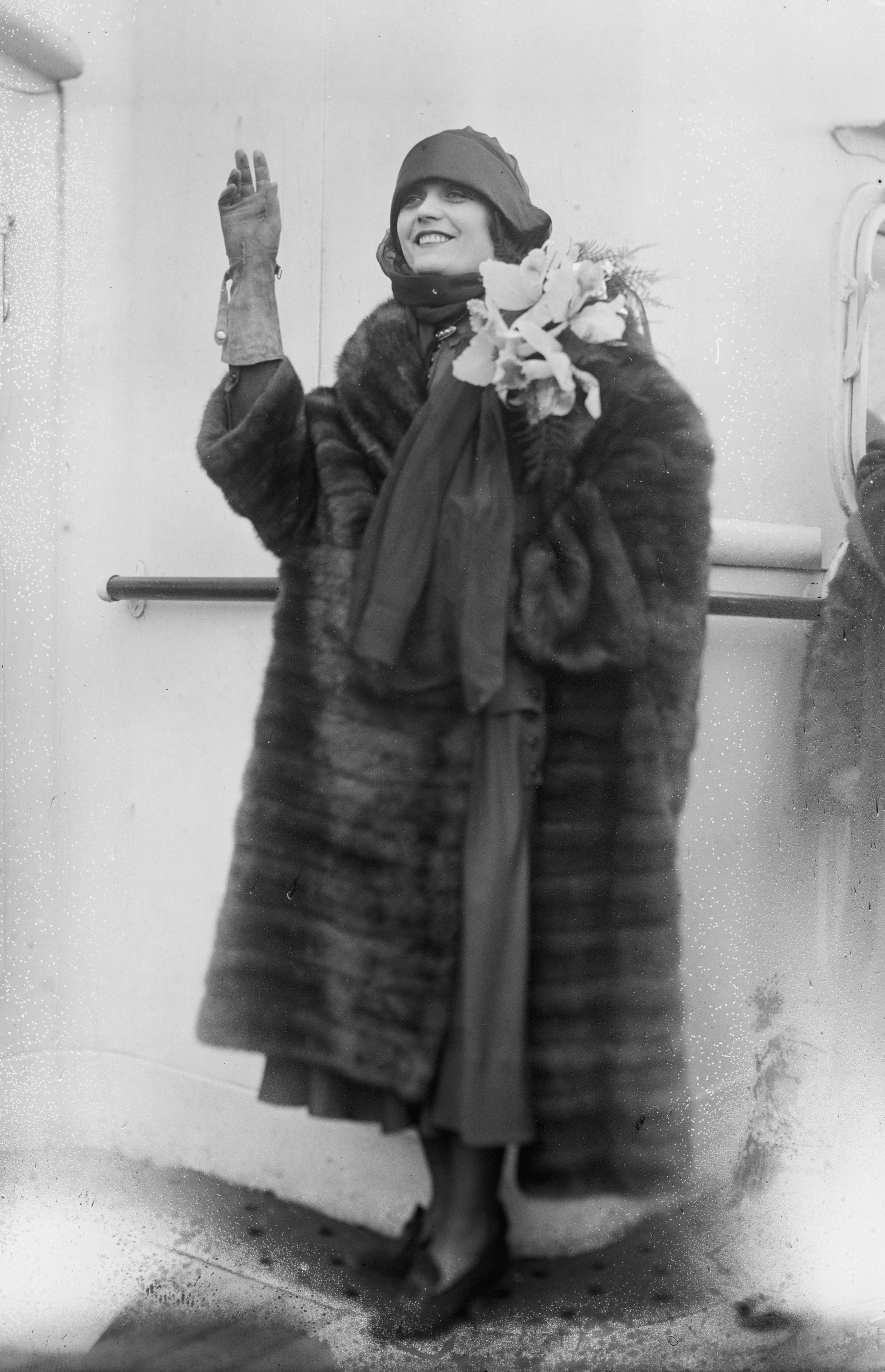
Pola Negri saluta gli ammiratori

Il produttore Jesse L. Lasky aveva assistito, nel 1919 a Berlino, alla prima di Madame du Barry e, nel 1921, invitò Pola Negri a Hollywood, facendole firmare un contratto per la Paramount. Nel 1921 divorziò dal suo primo marito, Eugene Dambski, col quale aveva vissuto dieci anni. In seguito venne ingaggiata per recitare con Rodolfo Valentino, col quale visse un'intensa storia d'amore.
Il 12 settembre 1922, l'attrice, accolta in maniera trionfale, sbarcò a New York. Si trasferì in California, dove lavorò per l'ultima volta con Lubitsch in La zarina (1924). Il film ottenne un enorme successo, grazie al talento e alle notevoli doti drammatiche della Negri - che raggiunse la fama internazionale, diventando una star. Nel 1927 diede la sua interpretazione migliore nel ruolo della cameriera che si innamora di un soldato in L'ultimo addio di Mauritz Stiller.

### Il cinema sonoro

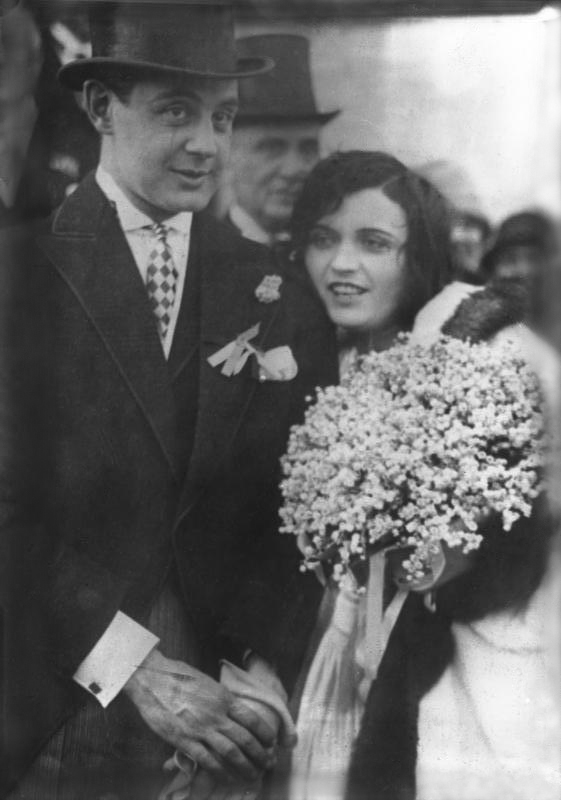
Il matrimonio col principe Mdivani

Il suo secondo matrimonio, nel 1927, fu col principe russo Serge Mdivani, unione che durò quattro anni. Sul finire degli anni '20, con l'avvento del sonoro, iniziò il suo declino: la voce di Pola Negri risultava infatti piuttosto dura e la sua recitazione eccessivamente enfatica. Negli anni trenta tornò in Europa, dove prese parte a qualche film di scarso rilievo. Nei primi anni Trenta, alla prima hollywoodiana di un proprio film - A Woman Commands - conobbe, innamorandosene, la star musicale del momento, Russ Columbo, il capostipite dei grandi cantanti-attori italo-americani. Gli donò un anello regalatole da Valentino, episodio che fece molto scalpore quando divenne noto, tanto più che la loro storia fu assai breve.
All'inizio della seconda guerra mondiale tornò nuovamente in America e apparve nella parte di una cantante d'opera in Hi Diddle Diddle (1943). Dopo una assenza dagli schermi di oltre 20 anni recitò in Giallo a Creta (1964) di James Neilson, interpretando un personaggio bizzarro, in quello che sarebbe stato il suo ultimo film. Negli ultimi tempi l'attrice condusse un'esistenza ritirata, concedendosi solo poche apparizioni in pubblico, fino alla sua morte avvenuta nell'agosto del 1987, all'età di novant'anni. Nel 1970, era uscita la sua autobiografia, intitolata Memoirs of a Star. Venne sepolta nel Cimitero Calvary, a Downey.

## Riconoscimenti
- Per il suo contributo all'industria cinematografica, le fu assegnata una stella nella Hollywood Walk of Fame al 6140 di Hollywood Blvd.

## Filmografia
- Niewolnica zmyslów (tit. russo: Raba strastei, raba poroka), regia di Ryszard Ordynski e Jan Pawlowski (1914)
- Czarna ksiazeczka, regia di Aleksander Hertz (1915)
- La sposa, regia di Aleksander Hertz (1915)
- Studenci, regia di Aleksander Hertz (1916)
- Sangue sfrenato (Zügelloses Blut), regia di Kurt Matull (1917)
- Rose sfogliate dalla tempesta (Rosen, die der Sturm entblättert), regia di Kurt Matull (1917)
- Die toten Augen, regia di Kurt Matull (1917)
- Bestia, regia di Aleksander Hertz (1917)
- Tajemnica Alei Ujazdowskich, regia di Aleksander Hertz (1917)
- Arabella, regia di Aleksander Hertz (1917)
- Jego ostatni czyn, regia di Aleksander Hertz (1917)
- Nicht lange täuschte mich das Glück, regia di Kurt Matull (1917)
- Wenn das Herz in Haß erglüht, regia di Kurt Matull (1918)
- I surrogati dell'amore (Surogaty lyubvi), regia di Viktor Tourjansky (1918)
- Küsse, die man im Dunkeln stiehlt, regia di Kurt Matull (1918)
- Mania. Die Geschichte einer Zigarettenarbeiterin, regia di Eugen Illés (1918)
- Gli occhi della mummia (Die Augen der Mumie Ma), regia di Ernst Lubitsch (1918)
- La tessera gialla (Der gelbe Schein), regia di Eugen Illés, Victor Janson, Paul L. Stein (1918)
- Sangue gitano (Carmen), regia di Ernst Lubitsch (1918)
- Das Karussell des Lebens, regia di Georg Jacoby (1919)
- Crucifige (Kreuzigt sie!), regia di Georg Jacoby (1919)
- Vendetta, regia di Georg Jacoby (1919)
- Madame du Barry, regia di Ernst Lubitsch (1919)
- La sbornia (Rausch), regia di Ernst Lubitsch (1919)
- Contessa Doddy (Komtesse Doddy), regia di Georg Jacoby (1919)
- Die Marchesa d'Armiani, regia di Alfred Halm (1920)
- Sumurun, regia di Ernst Lubitsch (1920)
- Das Martyrium, regia di Paul L. Stein (1920) -
- Die geschlossene Kette, regia di Paul L. Stein (1920)
- Die Dame im Glashaus, regia di Victor Janson (1921)
- Lo scoiattolo (Die Bergkatze), regia di Ernst Lubitsch (1921)
- Fuoco, fiamme e ceneri (Sappho), regia di Dimitri Buchowetzki (1921)
- Povera Liliana (Arme Violetta), regia di Paul L. Stein (1921)
- Triste presagio (Bella Donna), regia di George Fitzmaurice (1923)
- Die Flamme, regia di Ernst Lubitsch (1923)
- Hollywood, regia di James Cruze (1923)
- La vampa (The Cheat), regia di George Fitzmaurice (1923)
- La gitana (The Spanish Dancer), regia di Herbert Brenon (1923)
- Nell'ombra di Parigi (Shadows of Paris), regia di Herbert Brenon (1924)
- Men, regia di Dimitri Buchowetzki (1924)
- Lily of the Dust, regia di Dimitri Buchowetzki (1924)
- La zarina (Forbidden Paradise), regia di Ernst Lubitsch (1924)
- All'ombra delle pagode (East of Suez), regia di Raoul Walsh (1925)
- La danzatrice spagnola (The Charmer), regia di Sidney Olcott (1925)
- Desiderio d'amore (Flower of Night), regia di Paul Bern (1925)
- Donna di mondo (A Woman of the World), regia di Malcolm St. Clair (1925)
- The Crown of Lies, regia di Dimitri Buchowetzki (1926)
- Lei e l'altra (Good and Naughty), regia di Malcolm St. Clair (1926)
- L'ultimo addio (Hotel Imperial), regia di Mauritz Stiller (1927)
- Reticolati (Barbed Wire), regia di Rowland V. Lee e, non accreditato, Mauritz Stiller (1927)
- Accusata (The Woman on Trial), regia di Mauritz Stiller (1927)
- Mendicanti d'amore (The Secret Hour), regia di Rowland V. Lee (1928)
- Vita nuova (Three Sinners), regia di Rowland V. Lee (1928)
- Amori di un'attrice (Loves of an Actress), regia di Rowland V. Lee (1928)
- La dama di Mosca (The Woman from Moscow), regia di Ludwig Berger (1928)
- Donna perduta (The Way of Lost Souls), regia di Paul Czinner (1929)
- La mia vita per mio figlio, regia di Paul L. Stein e, non accreditati: Harry Joe Brown, Horace Jackson, Val Paul (1932)
- Fanatisme, regia di Tony Lekain, Gaston Ravel (1934)
- Mazurka tragica (Mazurka), regia di Willi Forst (1935)
- Gräfin Volescu (1936)
- Mosca Shanghai (Der Weg nach Shanghai), regia di Paul Wegener (1936)
- Madame Bovary, regia di Gerhard Lamprecht (1937)
- Tango Notturno, regia di Fritz Kirchhoff (1937)
- Die fromme Lüge, regia di Nunzio Malasomma (1938)
- Tormento (Die Nacht der Entscheidung), regia di Nunzio Malasomma (versione italiana) (1938)
- Die Nacht der Entscheidung, regia di Nunzio Malasomma (1938)
- Hi Diddle Diddle, regia di Andrew L. Stone (1943)
- Giallo a Creta (The Moon-Spinners), regia di James Neilson (1964)

### Film o documentari dove appare Pola Negri
- Rund um die Liebe, regia di Oskar Kalbus - filmati di repertorio (1929)
- Le dee dell'amore (The Love Goddesses) documentario di Saul J. Turell - filmati di repertorio (1965)